# Château de La Mar
Le château de La Mar ou château de Cordon est une ancienne maison forte du XIIIe siècle, ayant appartenu au comte de Mareste, qui laissera son nom au coteau, restaurée en 1625, centre de la seigneurie de La Mar, qui se dresse sur la commune française de Jongieux dans le département de la Savoie, en région Auvergne-Rhône-Alpes.

## Localisation
Le château de La Mar est situé dans le département français de la Savoie sur la commune de Jongieux, au cœur du coteau Marestel, au pied du mont de la Charvaz, sur la commune de Jongieux, au lieu-dit « Aimavigne ».

## Historique
Possession au XIIIe siècle de la famille de La Mar, famille qui serait connue depuis le XIIe siècle, ; Martin de La Mar (de Mari), est, en 1244, témoin lors d'un arbitrage entre le prieur de Yenne et le seigneur de Gerbaix. Vit en 1295, Berlion de La Mar qui deviendra, en 1319, châtelain du château de Groslée. Pierre de La Mar, son fils, en 1340, réside sur ses terres de La Mar. Berlion de La Mar, issu d'une branche collatérale ou bâtard, avocat, se voit inféodé par lettres patentes, le 10 avril 1328, par Édouard de Savoie, de la mestralie et « breuverie » de Yenne. Le 23 novembre 1392, Antoine de La Mar est qualifié de seigneur de Yenne, où il a reçu investiture de biens. La famille de La Mar, est, à cette époque, en possession de la terre et de la maison forte de Cummugnin (Cumumugninum). La maison forte de La Mar est citée, en 1392, comme étant la possession de Humbert et Guillaume de Mareste, puis, en 1408, possession de André de Mareste, avant d'échoir, en 1409, à la famille d'Aymavigne.
Jean de La Mar, vivant en 1420, décèdera, le 5 août 1438 dans cette maison forte de Cummugnin. Il demandera à être enterré, auprès des siens, dans le tombeau familial, à l'abbaye d'Hautecombe. Avant de mourir, il fait un legs en faveur de l'hôpital de Yenne ainsi qu'à Humbert d'Aymavigne ou Aymavigne (Aimavinea) et laisse comme héritiers, Jacques et Antoine de La Mar, ses deux fils.
Urbain de La Mar, en 1473, épouse Antonie de Montbel, la fille de Jacques d'Entremont, seigneur de Montbel. Avec Antoine d'Aymevigne, Claude de La Mar est témoin, en 1485, lors du mariage de la fille de François de Chevelu de Lucey. Étienne de La Mar, seigneur d'Aymevigne et de Cummugnin, vit vers 1500. Sa veuve, qui a la tutelle des enfants, vend par acte, fait en la maison forte de Cummugnin (Apud Cummugninum), en 1503, des prés situés en dessous de cette dernière, à La Curia, aux lieux-dits vers « l'eau de la Méline » et « en Réclosière » (aqua mellione et in reclusarium). Réside dans cette maison, en 1540, Antoine de La Mar, un de ses enfants.
Un Claude de La Mar est, en 1560, capitaine d'ordonnance au service du duc de Savoie. Sébastien de La Mar, seigneur de Cummugnin, est, en 1610, capitaine du préside des Allinges (Chablais).
Jean de La Mar, seigneur de La Faverge, donne, le 17 mars 1625, sa fille, Hélène en mariage à Pierre de Cordon. Les noces sont célébrées au château de La Mar qui voit sa partie nord réparée pour l'occasion. Un Benoît de La Mar vit vers 1690. Marie-Anne de La Mar, dernière du nom, apportera le fief de La Mar, le 7 juin 1713, à son mari, Victor de Bertrand, marquis de Thônes. Sa fille, Adélaïde, épousera, en 1734, Joseph Pantaléon de Bertrand, son propre cousin, comte de Vieux ou d'Évieux.
La comtesse d'Évieux et son mari qui en ont la possession au moment de la Révolution française, se voient confisquer le château qui est déclaré bien national. Thérèse-Lucie, leur fille, qui a épousé, en 1766, Claude-Nicolas-Julien, comte de Montmayeur et 5e marquis d'Arvillars, vend le château de La Mar, en 1818, au général-comte de Boigne ; cette famille le conservera jusqu'en 1898, date à laquelle elle le vend au comte de Cordon.
En 1974, la maison forte est le centre d'une exploitation agricole et vinicole.
En 2009, Le château de La Mar se consacre uniquement à son activité vinicole, et depuis 2013 propose des chambres d'hôtes.

## Description
La maison forte, en partie des XIIIe et XVe siècles puis restauré, se présente sous la forme d'un corps de logis, que flanquent deux tours carrées, et voit sa façade tournée vers l'ouest prendre le jour par des fenêtres à meneaux du XVe siècle. Un écusson sculpté aux armes de La Mar, daté de 1625, en surmonte la porte d'entrée de la cour ; il a été apposé lors des réparations de la partie nord effectuées pour le mariage d’Hélène de La Mar avec Pierre de Cordon. À l'intérieur, on peut remarquer un escalier Renaissance ainsi qu'un salon de réception.